# Gastrodia falconeri
Gastrodia falconeri är en orkidéart som beskrevs av David Lloyd Jones och Mark Alwin Clements. Gastrodia falconeri ingår i släktet Gastrodia och familjen orkidéer. Inga underarter finns listade i Catalogue of Life.